# Paulo III de Constantinopla
Paulo III de Constantinopla foi o patriarca de Constantinopla de 687 a 693 d.C..